# Ичера
Ичерà е село в Югоизточна България. То се намира в община Сливен, област Сливен.

## География
Ичера се намира в планински район, на възвишението Подища в долината на река Луда Камчия, на 25 км от областния град Сливен и на 26 км от гр. Котел. Съседни на селото са Градец, Медвен, Жеравна, Катунище, Нейково и Раково. През времето на своето съществуване, селището е сменяло местоположението си няколко пъти. Създадено в местността Голяма поляна, впоследствие бива преместено в местността Дивеците, по-късно – в местността Селски дол, докато накрая се озовава на днешното си местоположение.

## История
Най-ранните следи за появяването на Ичера водят към ранносредновековната крепост Сикера от IV – V век, останки от която все още могат да се открият на около 3 километра североизточно от селото. Допуска се, че от названието „Сикера“ произхожда и днешно име на село Ичера.
Селото често е сменяло местонахождението си, за което говорят находки и различни имена на местности: Манастира, Дивеците, Селски дол, Черковенски рът, Махаленски рът. По време на Руско-турската война през 1828–29 г. голяма част от полските селяни в Сливенско били принудени да напуснат селата поради палежите на турците, отмъщаващи си за подкрепата на българите за руската армия.
Едно от тези села било село Матей. Повечето му жители емигрирали в Русия, но четири семейства останали в Ичера (откъдето минал керванът): Драгомани, Карамани, Мокрета и Жекоолар.

## Население и обществени институции
Населението на селото е изцяло българско, говорещо на мек източен диалект. В езика на населението са се запазили и много чужди думи от турски, гръцки, румънски и други произход.
Местното училище е създадено през 1820 г. като килийно училище. В него се е преподавало по оригиналния „Рибен буквар“ на д-р Петър Берон. Следващото училище е построено през 1892 г.
Църквата „Св. Димитър Солунски“ е построена през 1842 г.
През 1853 година Никола Икономов – Жеравненеца съобщава за село Ичера, където вероятно получава от местни жители финансова помощ за издаване на своята книга „Земледелие“.
Читалището „Зора“ е основано през 1872 г. под името „Надежда“.

## Занаяти и поминък
В миналото в селото е имало най-различни занаятчии: горски работници, килимари, ковачи, колари, калайджии, собаждии, бъчвари, дърводелци, шивачи, кундурджии, сарачи, бръснари, воденичари, фурнаджии, касапи, абаджии. Животновъдството е било силно развито (овцевъдство, козевъдство, говедовъдство, свиневъдство).
Въпреки каменистия терен в околностите на селото се е развива и земеделие. Отглеждали са се[ неясно? ] ечемик, царевица, овес, фий, пшеница, ръж, боб, леща, тръстика, слънчоглед, картофи. Има посеви от картофи, боб.

## Местности във и край Ичера
Бабиното Лесино,
Бабов присад,
Байовец (извор),
Бай Оловата рътлина,
Батакливата рътлина,
Бента,
Бобена,
Богдя,
Бойчов трап,
Боровата гора,
Босилкови рътлини,
Бостана,
Букурка (чешма),
Букуров дол,
Бъзито,
Бъзов пряслап,
Ваковски чеир,
Васильова усойна,
Венешката рътлина,
Вихра,
Връха,
Вълченчин гроб,
Вълчия гроб,
Габрова поляна,
Габровото кладенче,
Газарта,
Гарванов дол,
Герча (чешма),
Големия давелник,
Големия завой,
Голия вир,
Голяма поляна,
Голямото дърво,
Горанкин дол,
Горната махала,
Граникова поляна,
Грапавия камък,
Гроба,
Гръцката рътлина,
Гъзни рът,
Гюнгюрмеза,
Данчов път,
Дебела могила,
Дикили таш,
Дейков лом,
Дермене уджак,
Девибеевата бара,
Джауата рътлина,
Джендема,
Дивеците,
Дивешка река,
Диканаря,
Димовата Желюв воденица,
Длъбошка пътека,
Длъгата ливада,
Длъги поляни,
Длъгия вир,
Доброянова пътека,
Доюв рът,
Драгоданов дол,
Дрена,
Дрянов дол,
Дрянов рът,
Думана,
Душника (чешма),
Дядовата Дякова воденица,
Ежбината,
Елхов дол,
Елша,
Жечкова вир,
Жечковата поляна,
Жидувщината,
Здрав костен,
Зехиря,
Златюв лом,
Златюв пряслап,
Иванова Костов долап (Велювата бара),
Избашийка (Юзбашийка) (извор),
Извора,
Йоргювата бичкия,
Йорданова могила,
Каваците,
Кавашка долчинка,
Калинка,
Калюв рът,
Калюв трап,
Кантона,
Караджейката,
Караманова вир,
Кашана,
Керацин трап,
Китката,
Клинчето,
Кобилешница,
Козьова вир,
Козьова долап,
Койов дол,
Колибите,
Коловца (извор),
Коминя,
Конака,
Корията,
Краюв трап,
Кривата поляна,
Крушка махала,
Куков дол,
Куков рът,
Кукорово лещи,
Куташки чучур (чешма),
Кучарова харман,
Къдаря,
Къси рът,
Ламбов мост,
Лопова мост,
Лъките,
Ляскова могила,
Малка Луда Камчия,
Малкия давелник,
Манастиря,
Мандрата,
Маринчов рът,
Махаленски рът (Маленски рът),
Мечата дупка,
Минтеж,
Минтешкия кладенец,
Михалювата чешма,
Момина сълза (извор),
Москиря,
Мочура,
Мунчурка,
Накова долап,
Овчарските гробища,
Ориза,
Оскрушата,
Папратливец,
Пейкината чучурка,
Петров лом,
Пискови средори,
Плаза,
Плазкото усое,
Плочата,
Подища,
Подишки дол,
Попов кладенец,
Поповата чучурка,
Поповите нивища,
Пукнатината,
Радилов рът,
Раковска река,
Рошков трап,
Руйна,
Русина ливада,
Ръженлъка,
Савово трап,
Сарювата рътлина,
Секирките,
Селски дол,
Сини поляни,
Сирилов рът,
Скока,
Скътя,
Смесите,
Смининка (извор),
Смърдищец (извор),
Средни рът,
Станчови нивища,
Стидово,
Стойчова бахча,
Стублата (извор),
Студен кладенец,
Стърча (извор),
Сувашка ливада,
Сухата локва,
Събя,
Сърбенов дол,
Сърбеново,
Сърнешкото връвище,
Сърнов рът,
Табята (Табията),
Тихолов рът,
Топаловата рътлина,
Тотювата Данкин бара,
Труфина поляна,
Трънката,
Тънката рътлина,
Тънки рът,
Узуновото,
Училищната градина,
Ушите,
Хаджийските воденици,
Хаджи Димитровото кладенче,
Хайдушкото кладенче,
Хайдушката рътлина,
Харамията (извор),
Харбова вир,
Харманчетата,
Цапарова долап,
Цигански дол,
Чаушова вир,
Черкезките гробища,
Черковенски рът,
Чернюв рът,
Чобанов дол,
Чукарите,
Чуката,
Чучура,
Чучурката,
Щерювото,
Широката рътлина,
Юрта,
Ямата

## Редовни събития
„Сборът“ – големият празник на селото. Това обикновено са три дни – петък, събота и неделя на втората седмица на месец август. Събитието цели събирането на всички ичерени – местни, придошли, пръснати из страната и по света. В миналото традиционно се е посещавала местността „Ямата“ – на около 5 км западно от селото. Понастоящем събитието се празнува на площада пред Кметството, а из цялото село се устройват угощения („пируване“ – на местния диалект) и забавления. Напоследък това събитие се радва на интереса и на много гости от страната.

## Личности
- Димитър Кьостаров (1912 – 1997) – български педагог и актьор от Северна Македония
- Ненчо Мечков (1919 – ?) – български политик, кмет на Бургас от 1951 до 1955
- Васил Богданов (1913 – ?) – български партизанин, дипломат и политик
- Иван Вълев, български революционер от ВМОРО, четник на Христо Цветков[3]
- учителите Никола Маринов, Никола Козев
- инж. Иван Гевренов (1884 – 1966) - авиоконструктор и индустриалец
- ген. Васил Зикулов (1923 – 2015)
- проф. Сава Гевренов
- проф. Здравко Златанов
- проф. Стефан Бойчев
- инж. Марин Н. Маринов
- Руска Николова (майка на Георги Калоянчев)

## Други
В началото на месец септември 2013 г. стават ясни плановете на община Сливен за изграждане на „Център за младежко обучение и включване – Ичера“. Липсата на информация от страна на бенефициентите по този проект поражда бурни спорове между засегнатите от него. В резултат е създадена петиция срещу проекта и той е прекратен.